# Родосто (вилает)
Родосто (на турски: Tekirdağ, произнасяно Текирдаа) е вилает в европейската част на Република Турция. Административен център е едноименният град Родосто (Текирдаг). Вилаетът има площ от 6339 квадратни километра. Населението му е 1 055 412 души (2019).

## Градове във вилает Родосто
Административно вилаета е разделен на 9 околии. Околиите носят имената на главните им градове, а те са:
- Родосто (Текирдаг)
- Малкара
- Мармара Ерейли
- Муратлъ
- Сарай
- Хайраболу
- Черкезкьой
- Чорлу
- Шаркьой

## Население
Численост на населението според преброяванията през годините:
| Година | Численост |
| 1990   | 468 842   |
| 2000   | 623 591   |
| 2011   | 824 223   |